# Михайловка (Владимирская область)
Михайловка — деревня в Муромском районе Владимирской области России. Входит в состав Борисоглебского сельского поселения.

## География
Деревня расположена близ озера Беловощь в пойме реки Оки в 35 км на северо-восток от центра поселения села Борисоглеб и в 48 км на северо-восток от райцентра города Муром.

## История
В окладных книгах 1678 года деревня входила в состав Боровицкого прихода, в ней было 14 дворов крестьянских. 
В конце XIX — начале XX века деревня входила в состав Боровицкой волости Гороховецкого уезда, с 1926 года — в составе Фоминской волости Муромского уезда. В 1859 году в деревне числилось 40 дворов, в 1905 году — 88 дворов, в 1926 году — 109 дворов.
С 1929 года деревня являлась центром Михайловского сельсовета Фоминского района Горьковского края, с 1944 года — в составе Боровицкого сельсовета Владимирской области, с 1954 года — в составе Красноборского сельсовета, с 1959 года — в составе Муромского района, с 1977 года — в составе Польцовского сельсовета, с 2005 года — в составе Борисоглебского сельского поселения. 

## Население
| 1859 | 1905 | 1926 | 2002 | 2010 | 2021 |
| ---- | ---- | ---- | ---- | ---- | ---- |
| 178  | ↗487 | ↗605 | ↘29  | ↘11  | ↘9   |